# Eleventh Air Force

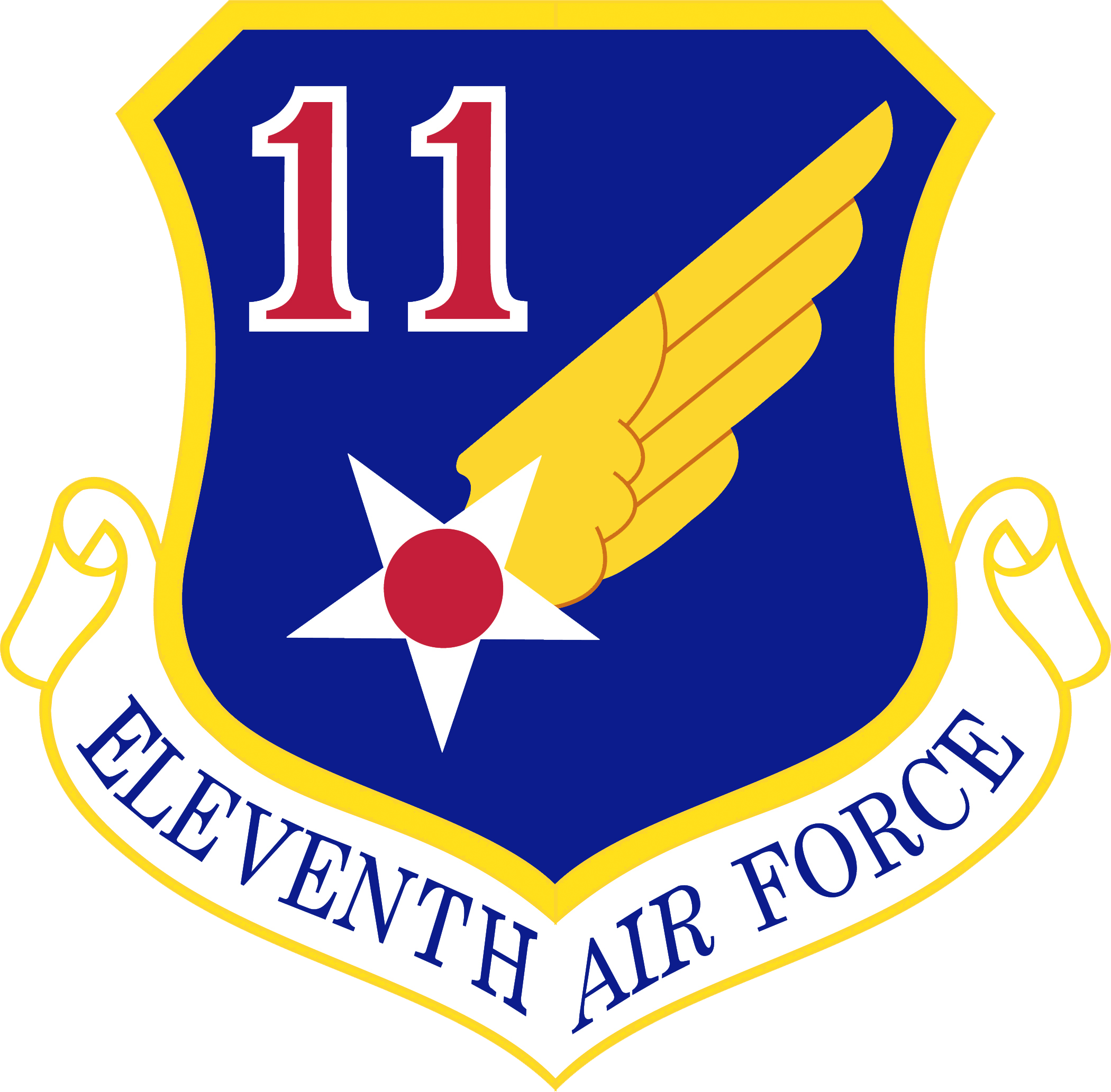
Insigne de la 11th USAAF

La 11th USAAF est une force aérienne de l'USAAF pendant la Seconde Guerre mondiale.

## Son histoire

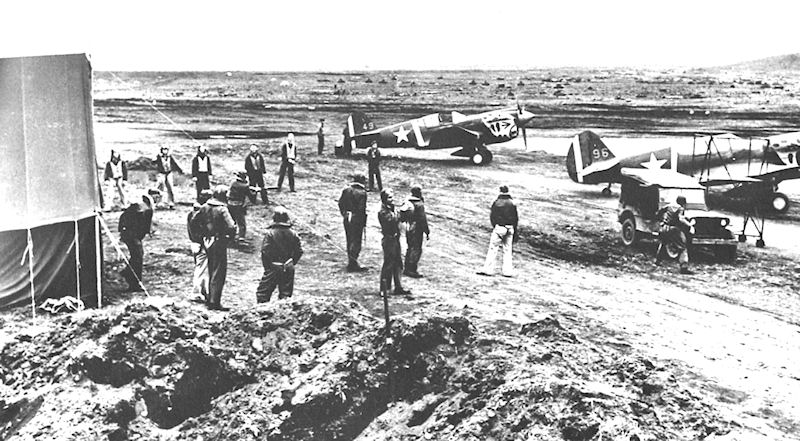
La 11th USAAF et ses P-40 au Fort Glenn en juin 1942

La 11th USAAF est une force aérienne de l'USAAF pendant la Seconde Guerre mondiale. Elle opère sur le théâtre américain de la Seconde Guerre mondiale, en anglais l'American Theater of Operations, et plus précisément en Alaska.
L'Alaskan Air Force (force aérienne alaskane) est créée le 28 décembre 1941 et entre en service actif le 15 janvier 1942. En février, elle est rebaptisée 11th USAAF. Après la Seconde Guerre mondiale, elle change à nouveau de nom et devient, en décembre 1945, l'Alaskan Air Command (Commandement aérien alaskan). Elle prend en 1990, le nom de 11th Air Force.

## Ses missions
La mission essentielle de la 11th USAAF est de protéger le territoire américain de toute intrusion japonaise. Ainsi, les îles Aléoutiennes et les îles Kouriles sont les deux principaux lieux d'intervention de la 11th USAAF pour lutter contre l'avancée japonaise dans l'océan Pacifique.

## Les commandants de la 11th USAAF
- Everett S. Davis (15 janvier - 17 février 1942)
- Lionel H. Dunlap (17 février - 8 mars 1942)
- William O. Butler (8 mars 1942 - 13 septembre 1943)
- Davenport Johnson (13 septembre 1943 - 4 mai 1945)
- Isaiah Davies (4 mai - 22 juin 1945)
- John B. Brooks (22 juin - 21 décembre 1945)
- Edmund C. Lynch (21 décembre 1945 - septembre 1946)